# Еміль Борель
Емі́ль Боре́ль  (фр. Émile Borel; 7 січня 1871 — 3 лютого 1956) — французький математик. Член Паризької АН (з 1921), професор Нормальної школи (École Normale Supérieure, 1897—1920) і університету Сорбонна (1909—1941) в Парижі.
Ініціатор створення кількох галузей сучасного математичного аналізу (розбіжні ряди, теорія міри, узагальнення поняття аналітичної функції). Праці Бореля відіграли важливу роль у розвитку теорії функцій. Борелю належить також ряд праць з математичної фізики і теорії імовірностей.
У 1920—1940-х роках Борель брав активну участь у політичному житті Франції: У 1924-1936 депутат парламенту,  а в 1926 році протягом півроку був морським міністром.
Під час Другої світової війни брав участь у Французькому Опорі.
На честь Бореля названо кратер на Місяці та астероїд 16065 Борель.